# ヒメアカゲラ
ヒメアカゲラ（学名：Dendrocopos medius）は、キツツキ目キツツキ科に分類される鳥類の一種。

## 画像

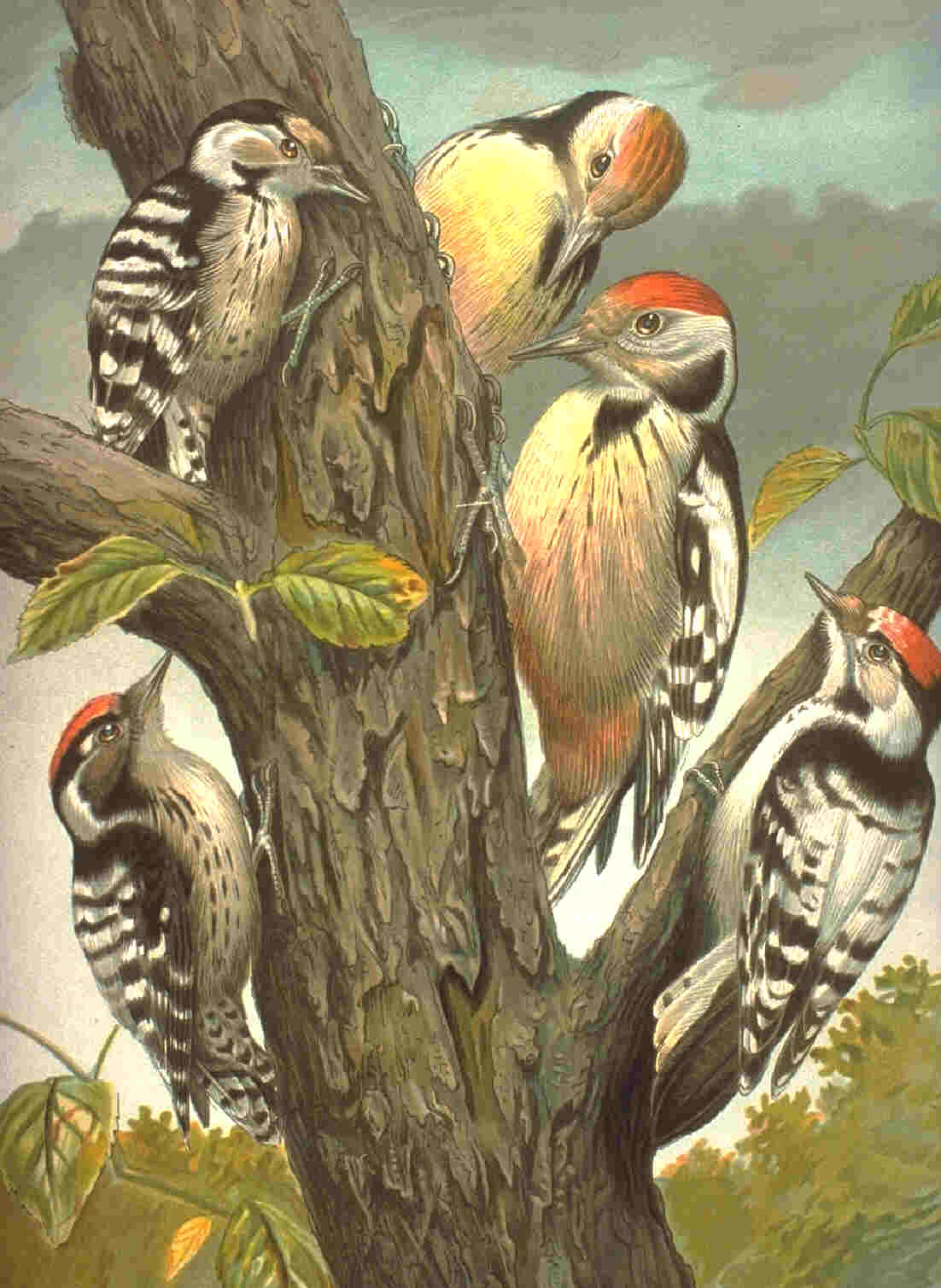
上がヒメアカゲラ

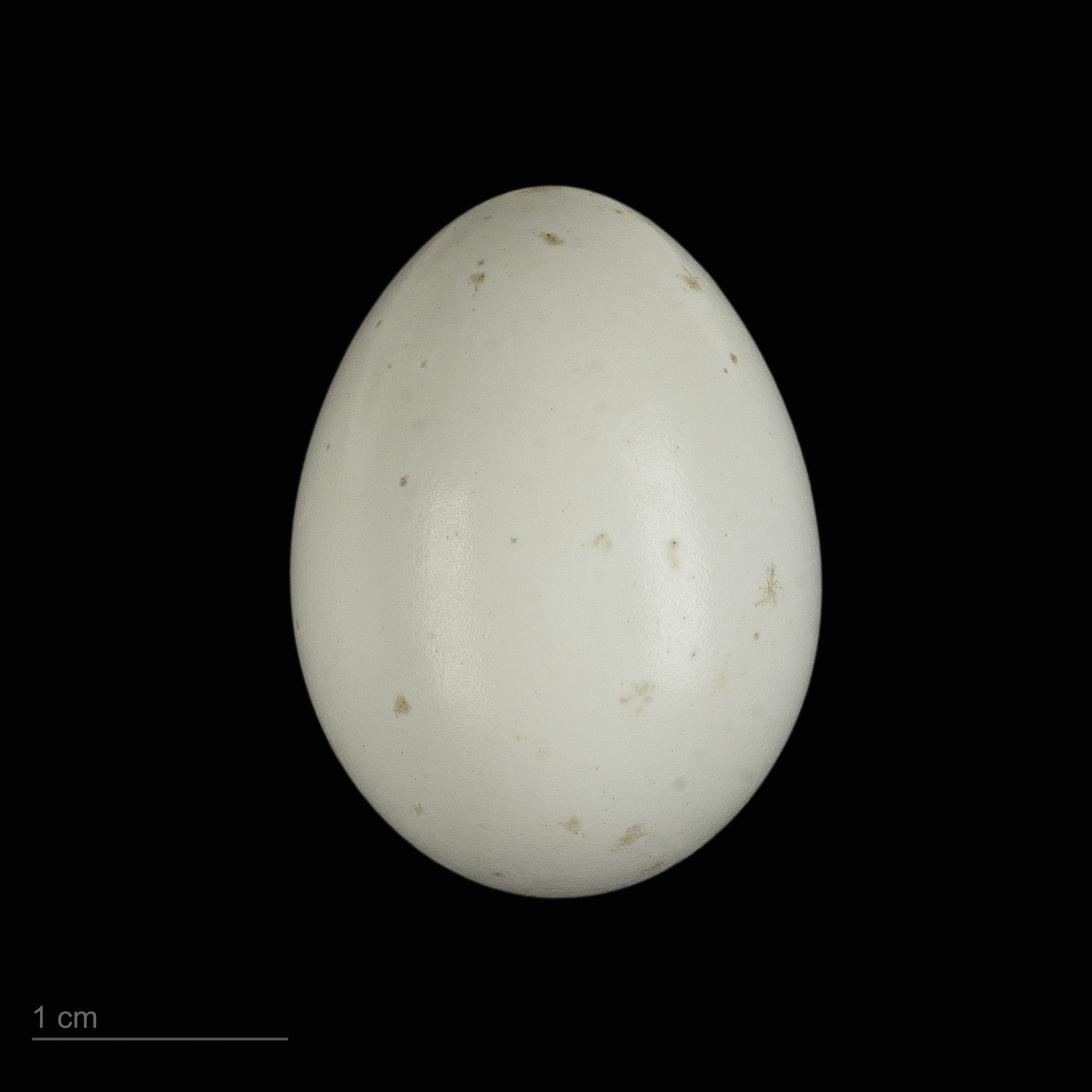
Dendrocopos medius